# Into the Unknown
Into the Unknown is het tweede studioalbum van de Amerikaanse punkband Bad Religion. In tegenstelling tot het vorige album How Could Hell Be Any Worse? is de stijl van hardcore punk overgegaan naar progressieve rock. De band wist aanvankelijk niet wat het publiek hiervan zou vinden, vandaar de titel Into the Unknown (vertaald: naar het onbekende). Uiteindelijk werden er slechts minder dan 10.000 stuks van het album verkocht – vergeleken met het vorige album geen succes.
Hierop volgde de ep Back to the Known, waarop de groep terugkeerde naar de punk.
Het album werd tot het op twee na beste punkalbum van het jaar gekozen door Sputnikmusic. Het heeft een zeer lage score en eindigde daarom als derde van de drie. De All Music Guide daarentegen beoordeelde het album met een hoge 4,5 van de 5 mogelijke sterren.

## Tracklist
1. "It's Only Over When..." – 3:36 (Greg Graffin)
2. "Chasing the Wild Goose" – 2:50 (Brett Gurewitz)
3. "Billy Gnosis" – 3:31 (Brett Gurewitz)
4. "Time and Disregard" – 7:00 (Greg Graffin)
5. "The Dichotomy" – 4:52 (Brett Gurewitz)
6. "Million Days" – 3:47 (Greg Graffin)
7. "Losing Generation" – 3:37 (Greg Graffin)
8. "...You Give Up" – 2:55 (Greg Graffin)

Noot: tussen de haakjes staat de tekstschrijver.

## Medewerkers
- Greg Graffin - zang, piano, gitaar
- Brett Gurewitz - gitaar, achtergrondzang
- Paul Dedona - basgitaar
- Davy Goldman - drums